# Vigeli Monn

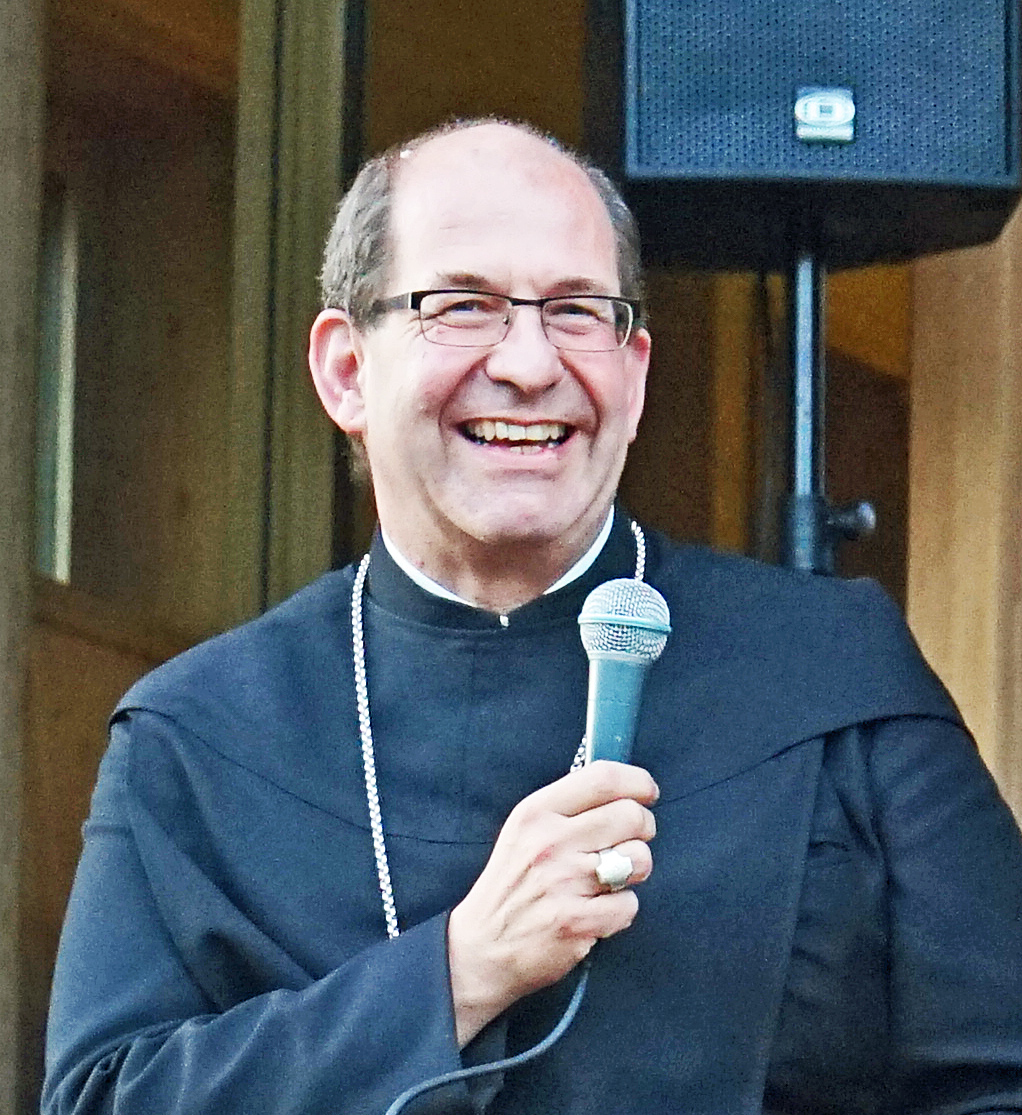
Abt Vigeli Monn (2021)

Vigeli Monn OSB (* als Dietrich Monn am 13. April 1965 in Sedrun, Schweiz) ist ein Schweizer römisch-katholischer Ordenspriester, seit 2012 der 66. Abt des Klosters Disentis und seit 2021 Abtpräses der Schweizerischen Benediktinerkongregation.

## Leben
Von 1978 bis 1985 besuchte Monn das Gymnasium des Klosters Disentis und schloss mit der Matura ab. Nach der Rekrutenschule in der Schweizer Armee und einer zweijährigen Dienstzeit in der Päpstlichen Schweizergarde trat er 1988 in das Noviziat des Klosters Disentis ein. Unter dem Ordensnamen Vigeli, der an Vigilius von Trient erinnert, legte er am 15. Oktober 1989 die einfache Profess ab. Während des Studiums der Theologie, Religionspädagogik und Latein an der Universität Salzburg (1989–1999) empfing Monn am 26. August 1995 durch Amedée Grab die Priesterweihe. Innerklösterlich wirkte er von 1999 bis 2008 als Cellerar, seit 2003 als Dekan und zudem als Präfekt und Lehrer am Abteigymnasium.
Am 19. April 2012 wählte der Konvent des Klosters Disentis unter Vorsitz von Abtpräses Benno Malfér Vigeli Monn zum Abt, nachdem sein Vorgänger Daniel Schönbächler das Kloster seit 2000 geleitet hatte. Die Abtsbenediktion empfing er am 6. Mai 2012. Sein Wahlspruch war aus dem Lukasevangelium 5,4 entnommen und lautet «Duc in altum – Fahr hinaus auf den See». In seine Amtszeit fallen die im November 2019 fertiggestellten umfangreichen Restaurierungsarbeiten der Klosterkirche St. Martin.
Bei der Wahl des Nachfolgers von Vitus Huonder als Bischof von Chur im November 2020 wurde Monn im Dreiervorschlag des Vatikans genannt. Das Domkapitel machte von diesem Wahlprivileg jedoch keinen Gebrauch. Laut Medienberichten hatte es gegen Monn aufgrund seiner theologisch liberalen Positionen im Domkapitel Vorbehalte gegeben.